# Tenrhynea phylicifolia
Tenrhynea es un género monotípico de plantas con flores perteneciente a la familia de las asteráceas. Su única especie: Tenrhynea phylicifolia, es originaria de Sudáfrica.

## Descripción
La única especie, Se encuentra desde Zoutpansberg a las tierras altas del Transvaal y Suazilandia, a través de Natal desde el nivel del mar, hasta cerca de los 1 220 metros, cerca de Port St. Johns en el Transkei. Crece en prados, a menudo en forma de hierba gruesa cerca de los márgenes del bosque, florece, entre febrero y mayo.

## Hábitat
A veces confundida con Helichrysum pero fácil de reconocer por sus hojas estrechas decurrentes y cabezas con páleas parecidas a las brácteas involucrales.

## Taxonomía
Tenrhynea phylicifolia fue originalmente descrita por Augustin Pyrame de Candolle, como Rhynea phylicifolia, y luego clasificada en el género Tenrhynea por Olive Mary Hilliard y Brian Laurence Burtt y publicado en Botanical Journal of the Linnean Society, vol.82(3), p. 232 en 1981.
Sinonimia
- Cassinia phylicifolia (DC.) J.M.Wood
- Helichrysum phylicaefolium DC.
- Rhynea phylicifolia DC. basónimo[5]